# Mikulášová
Mikulášová és un poble i municipi d'Eslovàquia. Es troba a la regió de Prešov, al nord del país. La primera referència escrita de la vila data del 1414.

## Demografia
| Godina             | 1994 | 2004    | 2014    | 2024   |
| ------------------ | ---- | ------- | ------- | ------ |
| Nombre de persones | 170  | 146     | 130     | 124    |
| Diferència         |      | −14,11% | −10,95% | −4,61% |

| Godina             | 2023 | 2024  |
| ------------------ | ---- | ----- |
| Nombre de persones | 125  | 124   |
| Diferència         |      | −0,8% |